# Spam de réseau social
Un spam de réseau social ou pourriel dans un réseau social est un spam destiné à un utilisateur d'un réseau social comme MySpace, Facebook ou LinkedIn. Il utilise bien souvent des bots, qui vont envoyer de nombreux messages.
Le spam a habituellement comme objectif de promouvoir une idée, un produit ou un site Web.
Comme les réseaux sociaux permettent à un utilisateur d'envoyer un message à un autre utilisateur, il est facile pour le spammeur d'utiliser cette fonction du réseau social pour envoyer ses spams. Le spammeur peut utiliser les informations démographiques du réseau social pour cibler ces messages.
Il est difficile d'arrêter ces activités, car le spammeur peut prendre une autre identité lorsqu'il est démasqué.